# بريان ديفيس (مؤلف)
بريان ديفيس (بالإنجليزية: Bryan Davis)‏ (21 أبريل 1958، نورفولك في الولايات المتحدة)؛ مؤلف وروائي أمريكي.